# TT28
| G5 | i |

| G5 | i |

TT28 (Theban Tomb 28) è la sigla che identifica una delle Tombe dei Nobili ubicate nell’area della cosiddetta Necropoli Tebana, sulla sponda occidentale del Nilo dinanzi alla città di Luxor, in Egitto. Destinata a sepolture di nobili e funzionari connessi alle case regnanti, specie del Nuovo Regno, l'area venne sfruttata, come necropoli, fin dall'Antico Regno e, successivamente, sino al periodo Saitico (con la XXVI dinastia) e Tolemaico.

## Titolare
TT28 Era la tomba di:
| Titolare | Titolo                          | Necropoli  | Dinastia/Periodo | Note               |
| -------- | ------------------------------- | ---------- | ---------------- | ------------------ |
| Hori     | Funzionario del dominio di Amon | el-Assasif | XIX-XX dinastia  | nei pressi di TT25 |

## La tomba
Di forma irregolare, rispetto alle altre dello stesso periodo, è costituita da un ampio locale suddiviso in due parti. Poco accentuata e danneggiata la pittura parietale che è costituita da un'immagine del defunto dinanzi a un re, da testi in ieratico riferiti all'"anno terzo", ma non è indicato di quale sovrano, a rappresentazioni del dio Anubi quale sciacallo e da resti di testi recanti elenchi di offerte. Sul soffitto uno scarabeo alato e le dee Iside e Nefti adorate da babbuini e dallo stesso defunto in ginocchio.

### Annotazioni
1. ↑  La prima numerazione delle tombe, dalla numero 1 alla 253, risale al 1913 con l’edizione del "Topographical Catalogue of the Private Tombs of Thebes" di Alan Gardiner e Arthur Weigall. Le tombe erano numerate in ordine di scoperta e non geografico; ugualmente in ordine cronologico di scoperta sono le tombe dalla 253 in poi.
2. ↑  I campi della Duat, ovvero l'aldilà egizio, si trovavano, secondo le credenze, proprio sulla riva occidentale del grande fiume.
3. ↑  Nella sua epoca di utilizzo, l'area era nota come "Quella di fronte al suo Signore" (con riferimento alla riva orientale, dove si trovavano le strutture dei Palazzi di residenza dei re e i templi dei principali dei) o, più semplicemente, "Occidente di Tebe".
4. ↑  le Tombe dei Nobili, benché raggruppate in un'unica area, sono di fatto distribuite su più necropoli distinte.
5. ↑  Le note, sovente di inquadramento topografico della tomba, sono tratte dal "Topographical Catalogue" di Gardiner e Weigall, ed. 1913 e fanno perciò riferimento alla situazione dell'epoca.

### Fonti
1. ↑  Porter e Moss 1927,  pp. 43-45.
2. ↑  Gardiner e Weigall 1913.
3. ↑  Donadoni 1999,  p. 115.
4. ↑  Gardiner e Weigall 1913,  pp. 18-19.
5. ↑  Porter e Moss 1927,  p. 45.